# Circuito Mundial de Futevôlei

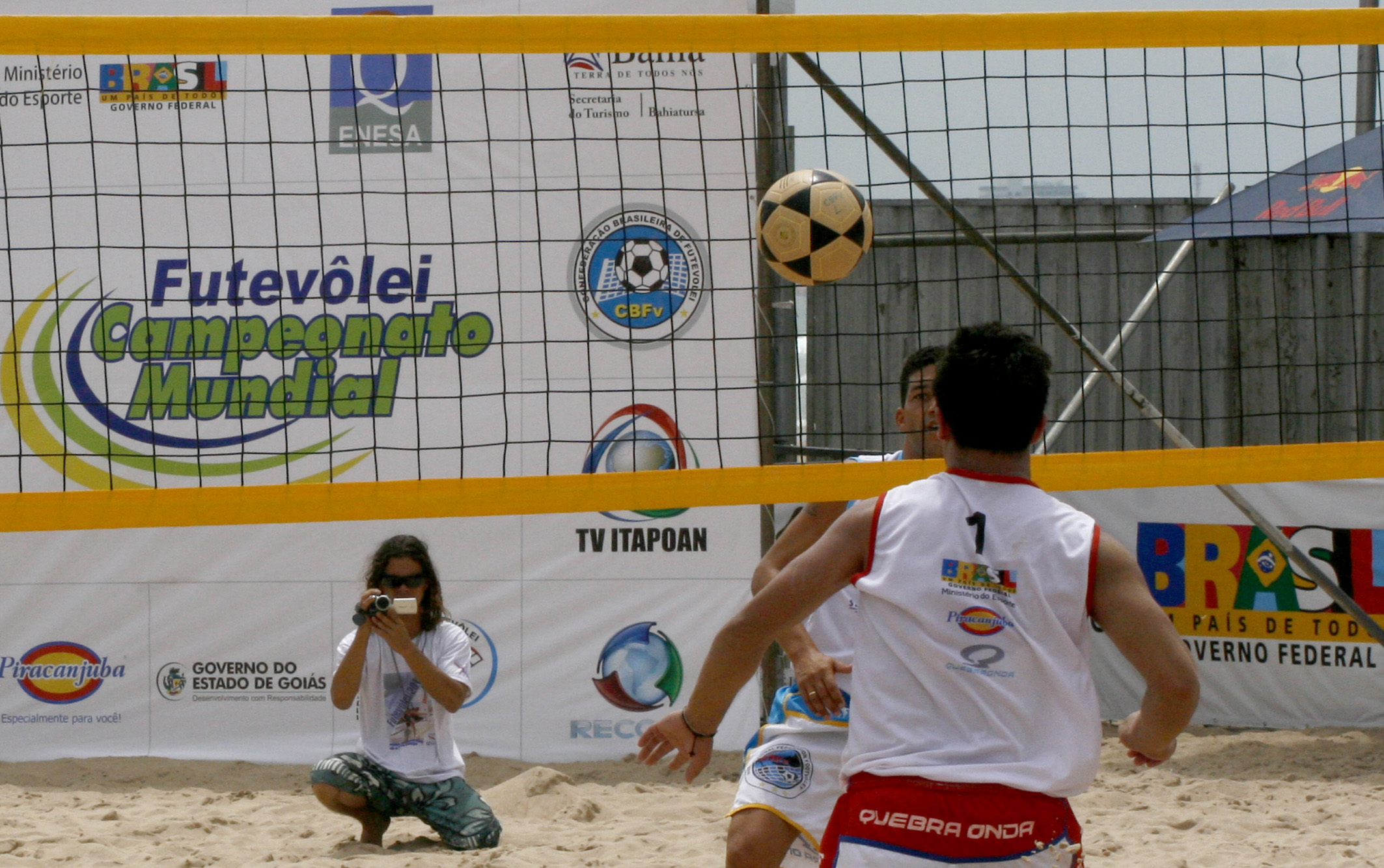
Final do Mundial de 2010 em Salvador.

O Circuito Mundial de Futevôlei é um torneio mundial de futevôlei.
Em 2012, 22 duplas de 17 países participaram da competição. O Brasil teve direito a 4 vagas, que foram conquistadas através do Circuito Brasileiro de Futevôlei.
O I Circuito Mundial Masculino de Futevôlei foi disputado em 2007. Até 2012, das oito edições já realizadas do torneio, o Brasil conquistara seis títulos, enquanto o Paraguai detinha os outros dois.